# Ляскало, Николай Петрович
Ляскало Николай Петрович (род. 19 ноября 1946 года, село Белуховка, Карловский район, Полтавская область, Украинская ССР) — российский военачальник, генерал-полковник (2004). Кандидат технических наук.

## Биография
В Советской Армии с 1963 года. Окончил Кемеровское военное училище связи (1967), командный факультет Военной академии связи имени С. М. Будённого (1975), Военную академию Генерального штаба ВС СССР имени К.Е. Ворошилова (1988). Начинал службу командиром радиовзвода в Белорусском военном округе, был командиром радиороты. 
С 1975 года — старший офицер в штабе войск ПВО Группы советских войск в Германии, командир батальона, начальник штаба — заместитель командира полка связи войск ПВО ГСВГ, старший офицер отдела связи штаба армии, командир 15-го отдельного полка связи в Одесском военном округе (г. Кишинёв).
С мая 1983 по январь 1985 годов — командир 103-го отдельного полка связи 40-й армии Ограниченного контингента советских войск а Афганистане (полк дислоцировался в Кабуле). Участник боевых действий в Афганистане. 
С 1985 года командовал бригадой радиосвязи в Одесском военном округе. С 1988 года — начальник войск связи армии в Дальневосточном военном округе, а с 1989 года — начальник войск связи штаба Главного командования войск Дальнего Востока. С апреля 1992 года по март 1998 года — начальник войск связи Северо-Кавказского военного округа, в этой должности принимал участие в Первой чеченской войне. С  марта 1998 года — заместитель, с 4 августа 2001 — первый заместитель начальника связи Вооружённых Сил. С 14 апреля 2003 по сентябрь 2005 года — начальник связи Вооружённых Сил Российской Федерации.
Кандидат технических наук. С 2005 года — в запасе.

## Награды
- Орден «За военные заслуги»
- орден Красной Звезды
- орден «За службу Родине в Вооруженных Силах СССР» III степени
- медали
- награды Афганистана
- Заслуженный работник связи Российской Федерации.